# Aristolebia crucigera
Aristolebia crucigera – gatunek chrząszcza z rodziny biegaczowatych i podrodziny Lebiinae.

## Taksonomia
Gatunek opisany został w 2004 roku przez Martina Baehra. W 2010 Kirschenhofer opisał gatunek Aristolebia dembickyi, którego w 2012 zsynonimizował z A. crucigera.

## Opis
Chrząszcz ten posiada przyszwowe kąty pokryw ścięte, a na pokrywach krzyżopodobny wzór. Pazurki stóp posiadają 7 małych ząbków. Ciało długości poniżej 7,5 mm.

## Występowanie
Gatunek jest endemitem Tajlandii.